# 金在凤
金在凤（韓語：김재봉，1891年5月19日—1944年3月22日），朝鲜的抗日獨立運動家，朝鲜共产党早期领导人，反抗日本殖民统治，寻求国家独立。1922年1月在莫斯科参加远东革命团体第一次代表大会。1925年参与朝鲜共产党建党，并出任总书记一职。1925年被日本警察逮捕。1931年获释。1944年去世。